# Piper amalago
Piper amalago es una especie de planta medicinal  perteneciente a la familia Piperaceae.

## Descripción
Son arbustos o sufrútices, que alcanza un tamaño de 1–6 m de alto, esciófilos, profusamente ramificados; tallos verdes, entrenudos 3.5–5.5 (–8) cm de largo (ocasionalmente 10–12 cm en los ejes monopódicos), estriados, inconspicuamente pelúcido-punteados, puberulentos, glabrescentes. Profilo 3–5 mm de largo, puberulento, caduco. Hojas uniformes en forma y tamaño en todos los ejes, simétricas, ampliamente ovadas o elíptico-ovadas, (6.5–) 7.5–12 (–13.5) cm de largo y (4–) 5.6–8 cm de ancho, ápice acuminado, base cuneada a redondeada, ocasionalmente cordada en plantas de elevaciones bajas, inconspicuamente pelúcido-punteadas, verde nítidas en la haz y verde pálidas en el envés, cartáceas, verde ocres y opacas cuando secas, cortamente pubescentes a lo largo de los nervios principales en ambas superficies, glabrescentes en la haz, palmatinervias con 5–7 nervios principales divergiendo de la base en ángulos de 45°, arqueados y ascendentes, anastomosados marginalmente, nervadura terciaria inconspicua, nervadura levemente elevada en ambas superficies; pecíolos 0.6–1.5 cm de largo, vaginados, con un desarrollo estipular restringido a la base del pecíolo en todos los nudos, 2 mm de largo, caduco. Inflorescencias erectas y verde pálidas o amarillentas en todos los estadios, pedúnculos (0.5–) 0.7–1.4 cm de largo, puberulentos, raquis 4.5–7 (–8) cm de largo, pubescente, brácteas florales cuculadas, 0.2 mm de ancho, fimbriadas, basalmente pubescentes, abaxialmente glabras, flores laxamente agrupadas en el raquis sin formar bandas alrededor de la espiga, sésiles; estambres 4–5, filamentos tan largos como las anteras, éstas con dehiscencia oblicua, conectivo discreto y eglandular; pistilo pirenoide con 3–4 estigmas sésiles. Frutos ovoides a cilíndricos, levemente sulcados, 1–1.2 mm de largo, apiculados, densamente papilados a puberulentos, negros cuando secos.

## Distribución y hábitat
Es originario de América tropical. Habita en clima cálido, semicálido y templado. Se le localiza desde el nivel del mar hasta los 1380 m. Es una planta silvestre, que crece a orilla del camino, asociada a vegetación perturbada de bosque tropical caducifolio, subcaducifolio, perennifolio, bosque mesófilo de montaña y de bosque de encino.

## Propiedades
Es una especie que se utiliza para el tratamiento de heridas y "clavillos" de la piel, aunque su uso más común consiste en curar granos (Oaxaca, Quintana Roo y Veracruz). Con tal fin, se prepara un agua de limpieza con las hojas de esta planta, las de la hierba del cáncer y el albahacar, más cáscara de huevo. Todo se hierve y con esto se lava la parte afectada varias veces al día, hasta que sequen los granos.
En las huastecas potosina y veracruzana, esta planta se utiliza en las ceremonias rituales, cuando se limpia al enfermo para su curación, después de participar en un ritual que se lleva a efecto en una cueva.
Historia
En el siglo XVI el Códice Florentino, menciona: 'se utiliza para los que escupen sangre y para los que tienen la cámara'. A inicios del siglo XVIII, Juan de Esteyneffer comenta: 'es caliente en primer grado y seco en principio del segundo-calienta y consume las humedades flemáticas, conforta al hígado con mediano calor'.

## Taxonomía
Piper amalago fue descrita por Carlos Linneo y publicado en Species Plantarum 1: 29. 1753.
Variedades
- Piper amalago var. nigrinodum (C. DC.) Yunck.
- Piper amalago var. variifolia (Griseb.) Fawc. & Rendle

Sinonimia
| - Artanthe plantaginea (Lam.) Miq. - Artanthe saururoides (Desv. ex Ham.) Miq. - Discipiper nicoyanum (C.DC.) Stehlé - Enckea amalago (L.) Griseb. - Enckea decrescens Miq. - Enckea plantaginea Kunth - Enckea sieberi Miq. - Enckea sieberi Griseb. - Piper adenophlebium Trel. - Piper calvescens Trel. - Piper ceanothifolium Kunth - Piper cobanense Trel. - Piper comayaguanum Trel. - Piper compactum Trel. - Piper conversum Trel. - Piper cubilquitzianum C. DC. - Piper deamii var. yojoanum Trel. - Piper decrescens (Miq.) C. DC. - Piper gracillimum Trel. - Piper henshenii C.DC. - Piper lundellianum Trel. | - Piper lundellii Trel. - Piper medium Jacq.' - Piper nicoyanum C.DC. - Piper orthostachyum Kunth - Piper plantagineum Lam. - Piper realgoanum C.DC. - Piper recuperatum Trel. - Piper reticulatum Vell. - Piper saururoides Desv. ex Ham. - Piper sieberi (Miq.) C.DC. - Piper siguatepequense Trel. - Piper syringifolium Balb. ex Kunth - Piper tenuipes C.DC. - Piper tigerianum C.DC. - Piper tiguanum C. DC. - Piper tilaranum Trel. - Piper vaccinum Standl. & Steyerm. - Piper victorianum C.DC. - Piper wilsonii Trel. - Piper xanthoneurum Trel. - Steffensia plantaginea (Lam.) Kunth - Piper nigrinodum C. DC. |

## Nombre común
- Cordoncillo, acuyo, cordoncillo blanco chico, poyoso.[2]
- mecaxochitl[4]